# بلدة هورون تشارتر (ميشيغان)
هورون تشارتر (بالإنجليزية: Huron Charter Township, Michigan)‏ هي بلدة تقع في مقاطعة وين (ميشيغان) بولاية ميشيغان في الولايات المتحدة. تبلغ مساحتها 93.2 (كم²)، وترتفع عن سطح البحر 189 م، بلغ عدد سكانها 15879 نسمة في عام 2010 حسب إحصاء مكتب تعداد الولايات المتحدة .

## وصلات خارجية
- - The US50 - Cities and Towns in Michigan State
- Michigan Cities and Towns, Facts, Map, Flag, Colleges, Government, and More